# Theoderich der Große

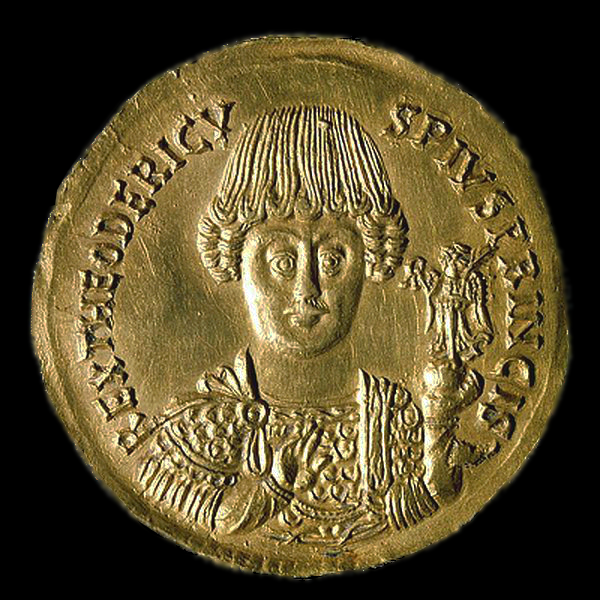
Medaillon aus Senigallia mit dem Bildnis Theoderichs.

Théoderich der Große (dreisilbig, mit e͡o als Diphthong; lateinisch Flavius Theodericus; * 451/56 in Pannonien; † 30. August 526 in Ravenna) war ein König des Ostgotenreichs aus dem Geschlecht der Amaler. Theoderich, der als eine der bedeutendsten Persönlichkeiten der spätantiken Völkerwanderungszeit gilt, herrschte nach seinem Sieg über Odoaker in Italien und fungierte zeitweise auch als Herrscher des Westgotenreichs. Seine Rechtsstellung, ob er im Namen des oströmischen Kaisers über das Weströmische Reich herrschte oder als Herrscher nur über die Ostgoten anzusehen ist, ist umstritten.
Theoderich gilt als Gründer des Ostgotenreichs Italien im Jahr 493 und als historisches Vorbild für Dietrich von Bern („Theoderich von Verona“) in der germanisch-mittelalterlichen Heldendichtung.

## Leben

### Jugend und die Eroberung Italiens

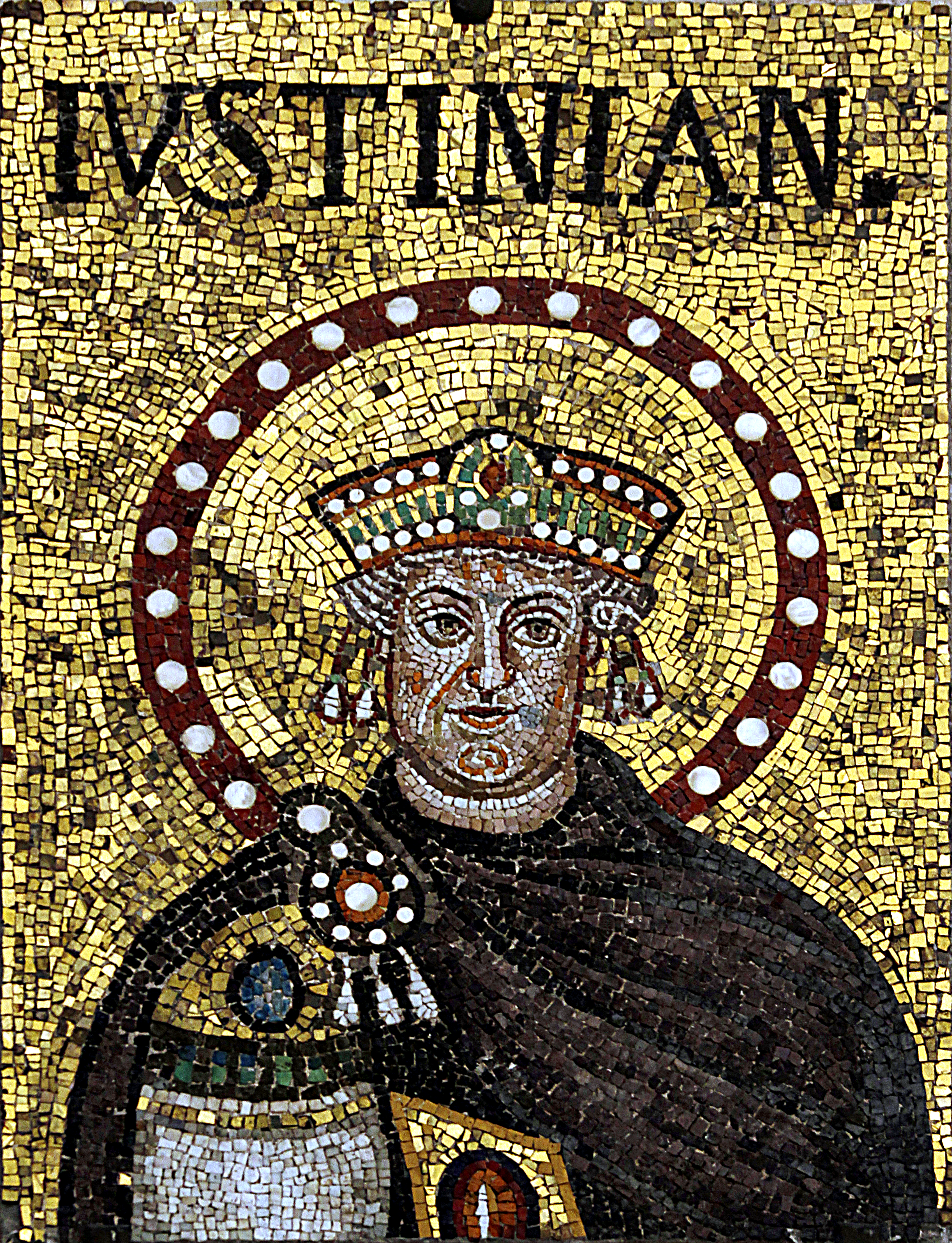
Mosaik Justinians, wahrscheinlich ein überarbeitetes Abbild Theoderichs in Sant’Apollinare Nuovo

Über Theoderichs Jugendzeit liegen kaum zuverlässige Informationen vor, auch das Geburtsjahr wird in der Forschung unterschiedlich angesetzt (zwischen 451 und 456). Sein Vater war Thiudimir, ein Anführer gotischer foederati, die nach der Abschaffung von Subventionszahlungen unter Kaiser Leo I. gegen ihn aufbegehrten und schließlich unter dem militärischen Oberkommando von Anthemius, dem späteren weströmischen Kaiser, zu einem Abkommen gedrängt wurden. Der noch junge Theoderich wurde demnach als Friedensgeisel bestimmt und an den Kaiserhof in Konstantinopel überstellt, wo er seine Jugendzeit (wohl von ca. 459 bis 469) verbrachte und vermutlich rudimentäre Kenntnisse der römischen Verwaltungs- und Herrschaftspraxis erhielt. In dieser Zeit wurde der oströmische Hof von dem magister militum (Heermeister)  Aspar dominiert, auf dessen Vorbild sich Theoderich später berufen haben soll, als es um die Frage ging, wieso er nicht selbst Kaiser werden wolle. Er kehrte etwa 469 nach Pannonien zurück und übernahm die Führung einer der dort operierenden gotischen Kriegergruppen. Nachdem er wohl schon 471 als Heerkönig erhoben wurde, folgte er 474 seinem Vater Thiudimir als rex des Gotenverbandes nach, der sein Föderatenreich von Pannonien nach Makedonien verlegt hatte. 476 verlegte Theoderich den Sitz der gotischen foederati wieder an die Donau und diente später in der kaiserlichen oströmischen Armee als hoher Offizier auf dem Balkan. Theoderich wurde 481, nach dem Tod seines Konkurrenten und möglicherweise Verwandten Theoderich Strabo, dessen Gefolgschaft nun zu ihm überging, vom Kaiser zum magister militum ernannt und bekleidete 484 auch das Konsulat – eine der höchsten Würden im Römischen Reich. Dennoch blieben starke Spannungen zwischen Theoderich und dem nunmehrigen Kaiser Zenon bestehen, 486/87 kam es auch zu Kämpfen.
Ende 488 wurde Theoderich dann von Zenon als magister militum bestätigt, zum patricius ernannt und mit einem Feldzug gegen Odoaker in Italien beauftragt. Ob Theoderich aus eigenem Entschluss oder auf Druck des Kaisers nach Italien ging, ist in der Forschung umstritten, doch war das Bündnis (foedus) für beide Seiten von Vorteil: Theoderich konnte ein eigenes Reich gewinnen (wenngleich Zenon Theoderich formal nur als seinen Stellvertreter entsandte), während Zenon den unbequemen Heerführer loswurde, dessen Goten in gefährlicher Nähe zu Konstantinopel agierten, und zugleich den rebellischen Odoaker bekämpfen konnte. Theoderich zog im Jahre 489 mit ca. 20.000 Kriegern und deren Familien nach Italien. So kamen zu den etwa 20.000 überwiegend gotischen foederati noch ca. 80.000 weitere Personen hinzu, so dass von einem Gesamttross von etwa 100.000 Menschen ausgegangen werden kann. Auch Römer und Vandalen waren auf beiden Seiten in den anschließenden Konflikt verwickelt, der vor allem in Norditalien für Verwüstungen sorgte. Nach zunächst wechselhaftem Kriegsverlauf konnte Theoderich im Sommer 490 zunächst bei Verona und anschließend nochmals am Fluss Adda zwei entscheidende Siege erringen und kontrollierte 491, als Zenon starb, den Großteil Italiens. Insbesondere die blutige Schlacht bei Verona scheint auf die Zeitgenossen großen Eindruck gemacht und Theoderichs Ruhm gemehrt zu haben. Er belagerte anschließend zwei Jahre lang das als uneinnehmbar geltende Ravenna, konnte die Residenzstadt aber auch nach der Rabenschlacht 493 nicht erobern und stimmte daher einer Verständigung mit Odoaker zu. Nur wenige Tage später ließ er seinen Kontrahenten aus machtpolitischen Gründen (und weniger aus Rache für die Ermordung der rugischen Königsfamilie, wie Theoderich später behauptete) bei einem Festmahl samt dessen im Saal anwesender Gefolgschaft töten. Dabei soll Theoderich Odoaker eigenhändig erschlagen haben. Anschließend ließ er zahlreiche weitere Männer töten, die als Anhänger seines Rivalen galten.

### Die „guten“ Jahre

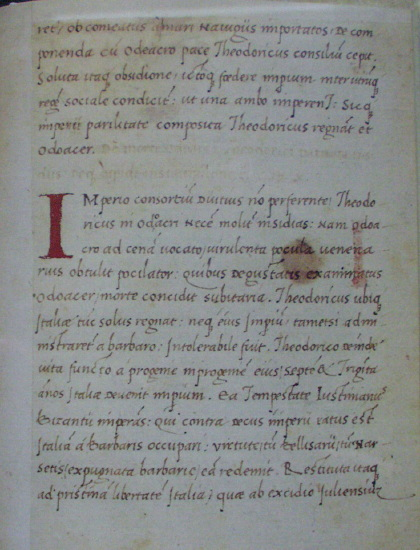
Edictum Theodorici regis. Fragment. 512

In der Forschung ist umstritten, auf welcher Grundlage Theoderich fortan herrschte. Er nahm aber nach der Ermordung Odoakers eine Stellung ein, die ihn in Italien faktisch so gut wie unabhängig machte. Dennoch betonte er seine untergeordnete Stellung zum Herrscher in Konstantinopel, da er die Sicherung seiner Macht durch Vermeidung von Konflikten anstrebte. Diese Strategie führte er selbst nach der Anerkennung durch Kaiser Anastasius 497/498 weiter. Von dem Zeitpunkt an war Theoderich nun nicht nur der Anführer seiner gotischen Krieger, sondern zugleich auch das Haupt der weströmischen Regierung. Er galt den Römern als vom Kaiser eingesetzter Verwalter Italiens, während er zugleich rex bzw. König der Ostgoten blieb; seine offizielle Selbstbezeichnung war Flavius Theodericus rex. Der ihm von Zenon verliehene Rang eines patricius markierte in Verbindung mit der Position als magister militum in Westrom (nicht aber im Osten) zudem seit Jahrzehnten den faktischen Regierungschef, und die von Theoderich geführten gotischen Krieger standen aus kaiserlicher Sicht als foederati in römischen Diensten. Zugleich übersandte Anastasius Theoderich die ornamenta palatii, also die Insignien des westlichen Kaisertums, die Odoaker 476 nach Konstantinopel geschickt hatte: Möglicherweise war dies eine Aufforderung an den Goten, einen neuen Augustus für Italien zu erheben. Wenn dem so gewesen sein sollte, so kam Theoderich diesem Wunsch aber nicht nach.
Einen lange anhaltenden Frieden im Inneren erreichte der arianische Ostgote durch gleichwertige, aber getrennte Behandlung römisch-italischer (nizänischer Christen) und germanischer (arianischer Christen) Gefolgsleute und Beamter. Diese Politik wurde durch das damalige akakianische Schisma zwischen der westlichen und östlichen Christenheit erleichtert, da sich weder die arianischen Krieger noch die katholischen Zivilisten Italiens in Kommunion mit dem orthodoxen Kaiser befanden. Der oströmische Geschichtsschreiber Prokopios von Caesarea lobte den rex später als einen gerechten und starken Herrscher, der in allem außer dem Titel ein wahrer Kaiser gewesen sei. Auch der Anonymus Valesianus lobte Theoderich in den höchsten Tönen.
Die Ansiedlung der Goten in Italien erreichte Theoderich ohne eine größere Konfrontation mit den Italikern. Der Widerstand war sogar so gering, dass manche Forscher – wie etwa der US-amerikanische Mediävist Walter A. Goffart – davon ausgehen, dass es keine Enteignungen der Römer gegeben habe, sondern dass die Goten nur brachliegendes Land sowie einen Anteil an den Steuern erhalten hätten. Trifft dies zu, so wäre damit eine Erklärung für die weitgehend friedliche Koexistenz zwischen der noch immer reichen italischen Senatsaristokratie und den ostgotischen foederati gefunden – wobei diese These nicht unumstritten und die diesbezügliche Diskussion noch nicht abgeschlossen ist. Vielleicht erhielten die Goten auch einfach herrenloses Land, das zuvor Odoakers Anhängern gehört hatte. In jedem Fall lässt sich festhalten, dass der patricius Liberius, der im Auftrag des Goten als Prätorianerpräfekt die Ansiedlung bzw. Unterbringung der germanischen Krieger vornahm, diese Aufgabe in sehr kurzer Zeit erfüllte und vielfach für sein Vorgehen gelobt wurde – gerade von Seiten der römischen Grundbesitzer. Womöglich nahmen Theoderichs Krieger auch einfach die Stelle ein, die zuvor die Männer Odoakers besetzt hatten, die ihrerseits 476 das reguläre weströmische Heer (exercitus Romanus) beerbt hatten, sodass sich keine wesentliche Veränderung ergab.
Theoderich stellte sich in die Tradition von Männern wie Ricimer, gab sich also einerseits als Anführer seiner gotischen Krieger und andererseits als weströmischer „Regierungschef“. Er ließ zahlreiche Bauten errichten bzw. erneuern; zu erwähnen ist besonders die weitere Ausgestaltung Ravennas. Auch in Rom wurden noch einmal umfangreiche Erneuerungen an den antiken Bauwerken vorgenommen. In der Verwaltung knüpfte Theoderich weitgehend nahtlos an die spätrömische Praxis an. Der weströmische Senat wurde von ihm ehrenvoll behandelt, und zahlreiche Römer – wie zum Beispiel Boethius und Cassiodor, die als Theoderichs magistri officiorum fungierten – dienten dem König in hohen Verwaltungsämtern, vereinzelt auch als Feldherren. Ebenso ernannte er weiterhin Konsuln, die bald auch von Ostrom anerkannt wurden, und ließ zahlreiche Geldspenden anlässlich seiner Jubiläen verteilen sowie Circusspiele veranstalten; auch Statuen von ihm wurden errichtet, und die Römer bezeichneten ihn vereinzelt sogar als Augustus. Ein Beispiel für die Rechtspraxis Theoderichs ist das so genannte Edictum Theoderici. Die spätantike Kultur in Italien, die auch unter Odoaker keinen Einbruch erlebt hatte, blühte auch unter der Gotenherrschaft weiter. Der hochgebildete Philosoph Boethius, der griechische Texte ins Lateinische übersetzte, fungierte als hoher Staatsbeamter, während sein Schwiegervater Quintus Aurelius Memmius Symmachus eine (heute bis auf ein Fragment verlorene) Historia Romana verfasste.

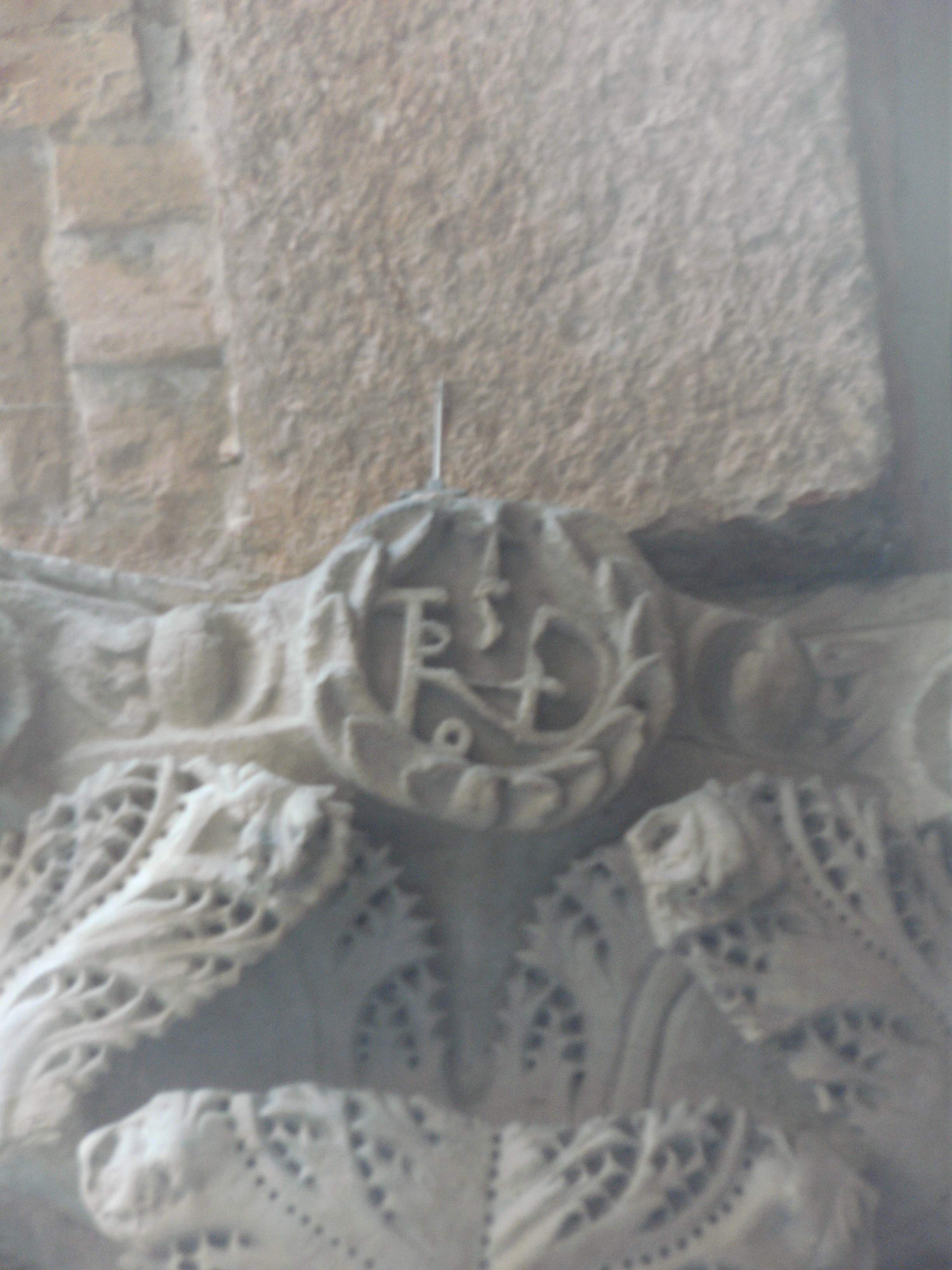
Monogramm Theoderichs am oberen Rand des Kapitells einer Säule des Venezianischen Palasts an der Piazza del Popolo im Zentrum Ravennas.

In Religionsfragen zeigte sich der Arianer Theoderich tolerant und um Ausgleich bemüht. In einem Brief an die Juden ließ er wissen: „Religion können wir nicht anbefehlen, da es niemandem in den Sinn kommen wird, dass er gegen seinen Willen glaubt“. Er entschied 498 eine strittige Papstwahl zwischen Laurentius und Symmachus zugunsten des letzteren. Es kam dadurch zum sogenannten Laurentianischen Schisma. Symmachus konnte sich erst 506 durchsetzen. Während der Herrschaft Theoderichs gab es keine religiösen Verfolgungen (etwa gegen Katholiken oder Juden). Auch im akakianischen Schisma, das zwischenzeitlich (bis 519) ost- und weströmische Kirche in der Frage des Umgangs mit den monophysitischen Christen entfremdete, agierte Theoderich vorsichtig, obwohl ihm die Entfremdung sowohl als Arianer als auch politisch durchaus entgegenkam. Zugleich förderte er aber, wo es ihm möglich war, das arianische Bekenntnis und ließ arianische Kirchen errichten bzw. ausbauen. Der prächtige Codex Argenteus, eine kostbare Handschrift der gotischen Bibelübersetzung, wurde in seiner Regierungszeit in Italien gefertigt.
Hartnäckigster Konkurrent war bis zu dessen Tod der Merowinger Chlodwig I., der Theoderichs Bündnispolitik, die auf die Einbindung der germanischen Reiche abzielte (vgl. Völkerwanderung), nach Kräften bekämpfte und sich um 507 wohl mit Anastasius gegen die West- und Ostgoten verbündet hatte. Daran änderte auch der Umstand nichts, dass Theoderich im Rahmen seiner gegen Ostrom gerichteten Heirats- und Bündnispolitik 493 die Merowingerin Audofleda – Tochter Childerichs I. und Schwester Chlodwigs – geheiratet hatte.
Nachdem Chlodwig 496/506 die Alamannen besiegt hatte, stellte sich ein Teil der Alamannen im Süden, in Rätien, unter den Schutz Theoderichs. In diesen Jahren übte Theoderich als Nachfolger der weströmischen Regierung de facto eine Hegemonie über die foederati des Westens aus, wenngleich er selbst die zumindest nominelle Oberhoheit des Kaisers anerkannte.
Theoderichs „Außenpolitik“ war anfangs zwar sehr erfolgreich und sicherte die Grenzen seines italischen Reiches, doch hatte sie letztendlich keinen Erfolg: Als Chlodwig den Westgotenkönig Alarich II. 507 besiegte und tötete, griff Theoderich erst nach einigem Zögern (er war auf dem Balkan gebunden, wo es damals zu Kämpfen mit Ostrom kam) ein; der gallische Teil des Westgotenreichs fiel größtenteils an die Franken. Nach einem innergotischen Krieg (bis 511) wurde er als Vormund des noch unmündigen neuen rex der Westgoten (seines Enkels Amalarich) auch deren Herrscher. 515 verheiratete er seine Tochter Amalasuntha mit dem westgotischen Amaler Eutharich, allerdings starb dieser nur wenig später (ca. 523), so dass die dynastische Verbindung zwischen dem west- und ostgotischen Reich nur eine Episode blieb. Theoderich konnte auch nicht verhindern, dass die mit ihm verbündeten Heruler auf dem Balkan von den Langobarden geschlagen wurden.

### Tod und Ausblick

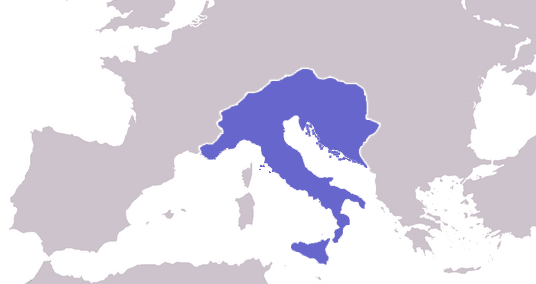
Reich Theoderichs 508 n. Chr.

Wie bereits beschrieben, erlebte die römische Kultur der Spätantike unter Theoderich eine bemerkenswerte Nachblüte, und mehrere Forscher zählen die ostgotische Zeit Italiens aufgrund zahlreicher Kontinuitäten noch zur weströmischen Geschichte. Der gute Eindruck wurde in den letzten Regierungsjahren Theoderichs allerdings getrübt. Hintergrund der Ereignisse waren Parteikämpfe am Hof von Ravenna zwischen der pro-(ost)römischen und der antikaiserlichen Fraktion sowie zwischen verschiedenen Gruppierungen innerhalb des Senats. Der Senator Boethius, magister officiorum und ein bedeutender Gelehrter, hatte sich schützend vor den Senator Flavius Albinus iunior gestellt, der in einem kompromittierenden Briefverkehr mit Konstantinopel gestanden hatte und deshalb vom Hofbeamten Cyprianus und anderen, gotenfreundlichen Senatoren des Hochverrats bezichtigt wurde. Offenbar hatte Boethius jedoch recht ungeschickt agiert, die Folge war, dass auch gegen ihn selbst Anklage erhoben wurde und er einige Zeit später (noch 524 oder erst 526) hingerichtet wurde. Das Urteil sprach dabei nicht etwa Theoderich, sondern ein Senatsgericht. Auch der Schwiegervater des Boethius, der prominente Senator Quintus Aurelius Memmius Symmachus, wurde schließlich von seinen Standesgenossen verurteilt und hingerichtet – ob sich Theoderich in diesen Fällen aber wirklich einmischte und inkorrekt verhielt, wird heute oft bezweifelt: Sowohl Anklage als auch Verurteilung gingen ja auf römische Senatoren zurück. In spätantiken Quellen (Anonymus Valesianus, Prokopios) wird der Gote für sein Vorgehen allerdings kritisiert, weil er die gegebene Möglichkeit zur Verhinderung der Hinrichtungen nicht genutzt hatte.

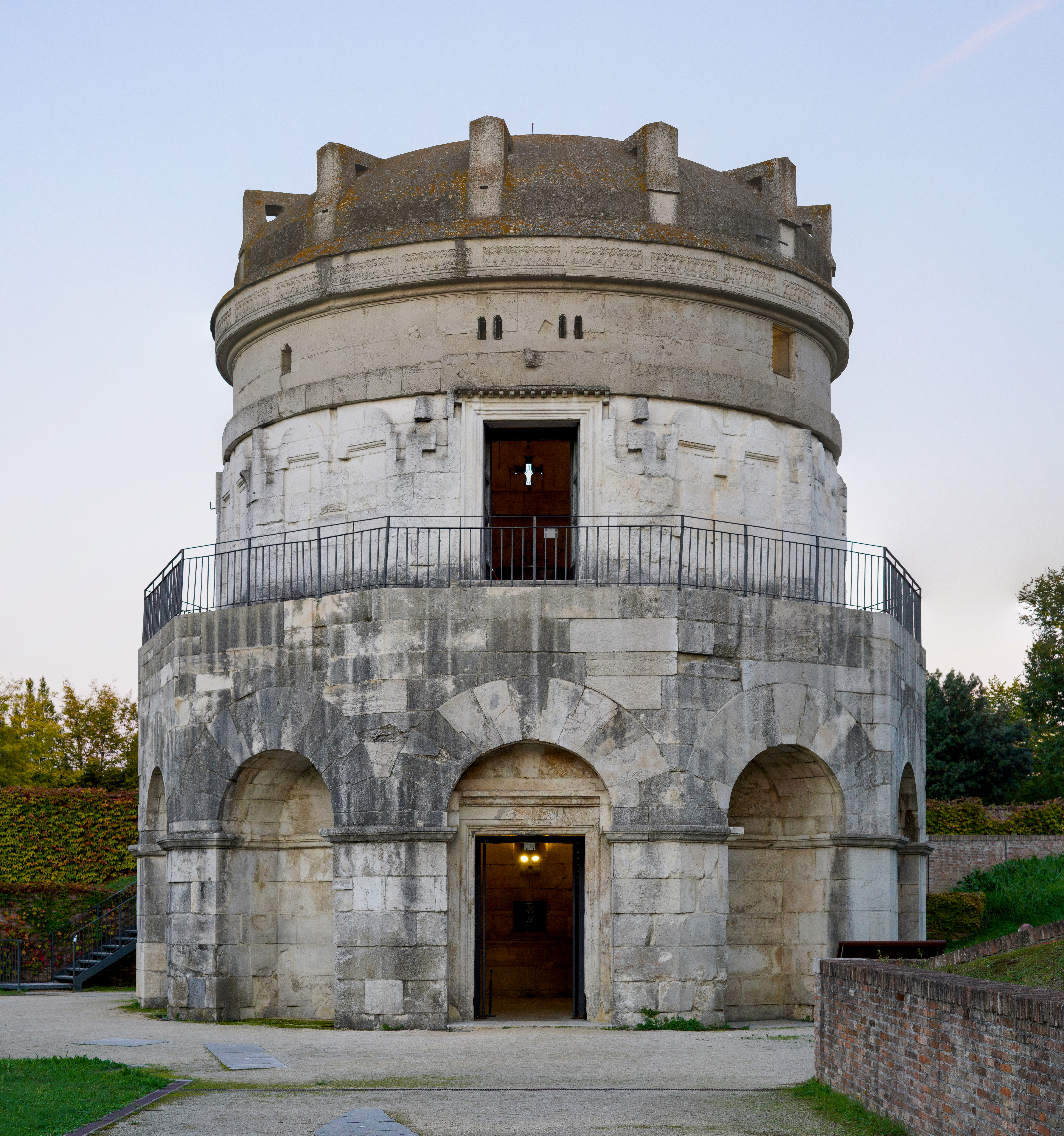
Das Grabmal Theoderichs des Großen im Theoderich-Park (Parco di Teodorico) von Ravenna

Ostrom zeigte seit 518 wieder vermehrtes Interesse an den Vorgängen im Westen, und seit 519 bestand auch wieder eine Kirchenunion zwischen dem Kaiser und den katholischen Christen Italiens. Theoderich fühlte sich – vielleicht mit Grund – bedroht und reagierte offenbar empfindlich. Erstmals kam es nun zu religionspolitischen Maßnahmen gegen Katholiken, die er verdächtigte, mit Ostrom zu konspirieren. Sein Plan eines germanischen Bündnissystems (mit den Burgunden und Westgoten) war gescheitert. Ebenso hatte seine Ehe- und Nachfolgepolitik keinen nachhaltigen Erfolg. Theoderich hatte keinen Sohn. Doch noch 519 gelang es ihm, seinen Schwiegersohn Eutharich vom neuen oströmischen Kaiser Justin I. als Waffensohn annehmen zu lassen (adoptio ad armas), was als kaiserliche Garantieerklärung für die Herrschaft der Amaler verstanden werden konnte. Der frühe Tod des präsumtiven Nachfolgers machte diese Hoffnung zwar zunichte, doch betrachtete der Kaiser immerhin auch Eutharichs kleinen Sohn Athalarich als legitim.
Der Tod Theoderichs 526 leitete das Ende der ostgotischen Herrschaft über Italien ein, da es bald zu Thronstreitigkeiten kam. Theoderichs Nachfolger wurde sein unmündiger Enkel Athalarich, der schon 534 starb und für den ohnehin dessen Mutter Amalasuntha, eine Tochter Theoderichs (eine weitere Tochter namens Thiudigotho, auf Gotisch vermutlich Thiudaguto, war um 494 mit dem Westgotenkönig Alarich II. verheiratet worden), die Regierungsgeschäfte geführt hatte. Diese wurde von ihrem Verwandten Theodahad von der Macht verdrängt. Kaiser Justinian, in dessen Augen offenbar nur direkte Nachfahren Theoderichs das Recht besaßen, in kaiserlichem Namen Italien zu beherrschen, ergriff die Gelegenheit und ließ das alte Kernland Westroms durch seine Generäle Belisar und Narses erobern (535 bis ca. 552). Vor allem die letzte Phase dieses Gotenkrieges fügte der italischen Ökonomie derart schwere Schäden zu, dass viele antike Traditionen abbrachen.
Theoderichs monumentales Grabmal in Ravenna, eines der originellsten Bauwerke der Spätantike, ist heute leer. Ein zeitgenössisches Porträt Theoderichs ist auf dem Goldmedaillon aus Senigallia erhalten geblieben, das sich jetzt im Museo Nazionale Romano befindet.

## Rezeption

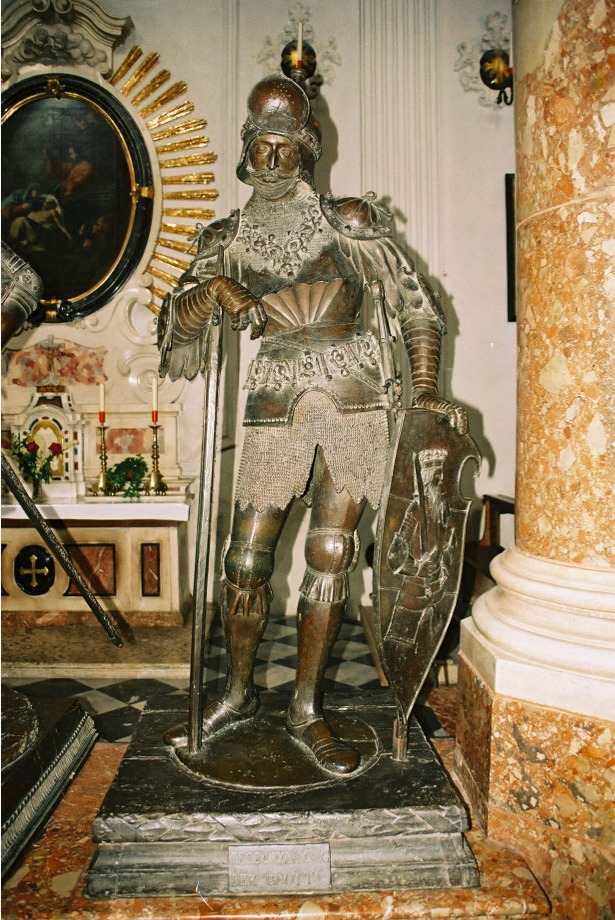
Bronzestatue Theoderichs (1512/13) von Peter Vischer d. Ä. in der Innsbrucker Hofkirche

Theoderich der Große gehört wie Attila, Gunther und Ermanarich zu den wenigen Figuren der Völkerwanderungszeit, deren Andenken noch jahrhundertelang in der mündlichen heroischen Epik lebendig blieb. Als Dietrich von Bern – also „Theoderich von Verona“ – spielt er in der deutschen Heldensage eine bedeutende Rolle (Dietrichepik) und erscheint auch in der Nibelungensage. Die Sagenbildung stellt dabei die historischen Tatsachen geradezu auf den Kopf: Dietrich wird in der Sage aus seinem Erbreich Italien vertrieben, muss lange Jahre im Exil bei dem Hunnen Etzel/Attila verbringen und bei seiner Rückkehr gewaltige Schlachten um Verona (das im Mittelalter Bern genannt wurde) und Ravenna („Rabenschlacht“) bestehen.
Eine Gedenktafel für ihn fand Aufnahme in die Walhalla bei Regensburg.

## Ausgaben und Übersetzungen
- Ludwig Janus (Hrsg.): Briefe des Ostgotenkönigs Theoderich der Große und seiner Nachfolger. Aus den „Variae“ des Cassiodor. Eingeleitet, übersetzt und kommentiert von Peter Dinzelbacher. Mattes, Heidelberg 2010, ISBN 978-3-86809-033-8.
- Ingemar König: Aus der Zeit Theoderichs des Großen. Einleitung, Text, Übersetzung und Kommentar einer anonymen Quelle (= Texte zur Forschung. Bd. 69). Wissenschaftliche Buchgesellschaft, Darmstadt 1997, ISBN 3-534-13277-7 (Anonymus Valesianus II).